# كأس جبل طارق لكرة القدم 2013
كأس جبل طارق لكرة القدم 2013 هو موسم من كأس جبل طارق لكرة القدم. كان عدد الأندية المشاركة فيه 20، وفاز فيه St Joseph's F.C. ‏.

## النهائي
The match took place on 1 يونيو 2013.
| فريق 1      | نتيجة | فريق 2     |
| ----------- | ----- | ---------- |
| St Joseph's | 3−1   | مانشستر 62 |